# Conchobar I Abradruad
Conchobar I Abradruad („z Czerwonymi Rzęsami”) – legendarny król Leinsteru, zwierzchni król Irlandii z dynastii Milezjan (linia Eremona) 73-74 n.e. Syn Finna File („Poety”), prawnuka Nuady III Nechta („Białego”), zwierzchniego króla Irlandii.
Według średniowiecznej irlandzkiej legendy i historycznej tradycji doszedł do władzy po śmierci Lugaida V Sriab nDerga („z Czerwonymi Kołami”). Miał panować jeden rok, kiedy został zabity przez Crimthanna II Niadnaira, syna Lugaida V. Roczniki z Tigernach, zgadzają się z Rocznikami Czterech Mistrzów co do roku rządów, mianowicie piąty rok rządów cesarza rzymskiego Wespazjana, tj. 74 r. n.e.  

## Potomstwo
Conchobar pozostawił po sobie syna:
- Mogcorb, miał syna:
  - Cucorb, król Leinsteru, miał czterech synów:
    - Niadcorb, miał dwóch synów:
      - Corbmac Gelta Gaeth, miał syna:
        - Fedlimid Fer Aurglas (Firurglais), miał dwóch synów:
          - Cathair Mor, król Leinsteru i zwierzchni król Irlandii
          - Maine (Main) Mal, a quo Uí Máil (Hy-Maile), miał czterech synów:
            - Tuathal Tigech, miał syna:
              - Fergus Forcraid, miał syna:
                - Óengus Ailche, miał syna:
                  - Eterscél, miał syna:
                    - Caírthenn Muach, miał syna:
                      - Senach Díbech, miał syna:
                        - Áed I Díbchíne, przyszły król Leinsteru

            - Berach
            - Sedna Cromdana, miał syna Aeda, a przez niego dwunastu wnuków
            - Amailgad, przodek rodu O’Taidhg (Uí Théig, ang. Tighe) z Woodstock w hrabstwie Kilkenny i Rosanna w hrabstwie Wicklow

      - Cethramad (Crimthann Culbuid), król Leinsteru, przodek rodu O’Ceallaigh (ang. Kelly), wodzów Hy-Maile w hr. Wicklow

    - Cormac Lusc, przodek Dál Cormaic
    - Cairpre Cluithechar, a quo Dál Cairpre; przodek rodów Donegan (lordów Dal Aracht); O’Dwyer (lordów Killnamanagh); O’Urcha (zanglizowane Archer); O'Cooney, O'Kearnan, O'Conalty, O'Hartley; O'Arrachtan (ob. Harrington); O'Skellan (ob. Skilling); O’Congal, Clanu Brian, O'Dubheron, MacLongachan, O’Trena, O'Aodhan, O’Brangal, O’Corban, O'Dunedy i in.
    - Messcorb, przodek Dál Messin Corb, miał syna:
      - Eochaid Lamderg, miał syna:
        - Fothad, miał trzech synów:
          - Garrchú, przodek Uí Garrchon, miał syna:
            - Findchad mac Garrchon, przyszły król Leinsteru

          - Naspre, przodek rodów O'Fallan, O'Dinachar, O'Conag, O'Dubheron, O'Donnan, O'Saran, O'Briony, Clan Ciaran, O’Teachtar, O’Conroy, O'Monay i in.
          - Nar, przodek rodów O'Birinn, O'Deman, i in.